# 卡巴纳克
卡巴纳克（法語：Cabanac，法語發音：[kabanak]）是法国上比利牛斯省的一个市镇，属于塔布区。

## 地理
卡巴纳克（43°16'16"N, 0°13'52"E）面积5.56 平方千米，位于法国奧克西塔尼大區上比利牛斯省，该省份为法国西南部内陆省份，北至热尔省，西接大西洋比利牛斯省，南与西班牙接壤，东临上加龙省。
与卡巴纳克接壤的市镇（或旧市镇、城区）包括：谢勒德巴、欧巴雷德、卡斯泰尔维耶伊、古东、马尔克里、佩里盖尔、蒂伊。

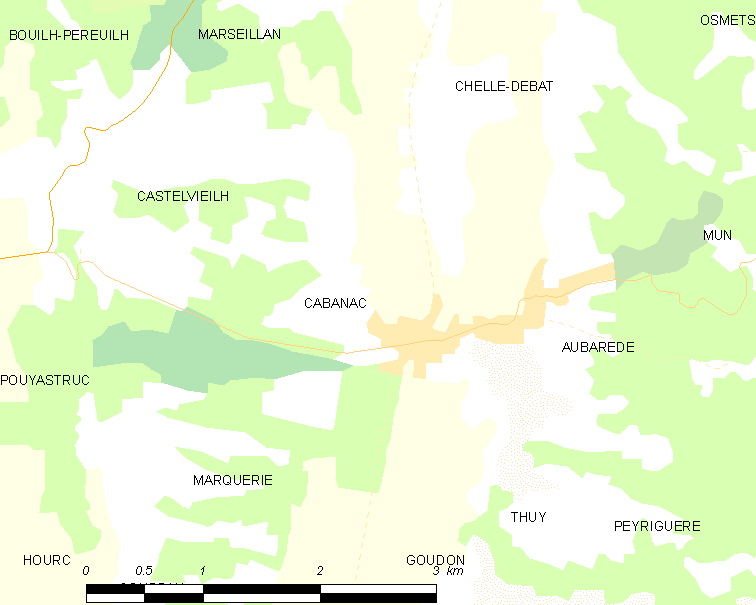
卡巴纳克的OSM定位图

卡巴纳克的时区为UTC+01:00、UTC+02:00（夏令时）。

## 行政
卡巴纳克的邮政编码为65350，INSEE市镇编码为65115。

## 政治
卡巴纳克所属的省级选区为山丘县。

## 人口

1962-2008年间卡巴纳克人口变化图示

卡巴纳克于2022年1月1日时的人口数量为304人。